# 共产主义解放青年
共产主义解放青年（希臘語：Νεολαία Κομμουνιστική Απελευθέρωση，羅馬化：Neolaia Kommunistiki Apeleftherosi，缩写为NKA）是希腊共产主义政党争取共产主义解放新左翼潮流的青年翼。该组织的前身是成立于1989年9月的“希腊共产主义青年—新左翼潮流”，它分裂自希腊共产主义青年。当时，包括希腊共产主义青年的总书记乔治·格拉夫萨斯及大部分政治局委员在内，希腊共产主义青年的许多成员都加入了争取共产主义解放新左翼潮流。1995年3月，希腊共产主义青年—新左翼潮流改组为共产主义解放青年。共产主义解放青年的成员参加联合独立左翼运动（一个左翼学生组织的联盟，活跃于希腊的大学和科技学术机构）。该组织曾是争取颠覆反资本主义左翼合作的成员。